# Stargate Worlds
Stargate Worlds — многопользовательская ролевая онлайн-игра в популярной вселенной «Звёздные врата» (англ. Stargate). В феврале 2010 года разработчик объявил о своём банкротстве, а будущее игры было не определено. Техническая часть базируется на движке Unreal Engine 3. Создав персонажа (есть выбор между плохим и хорошим), игрок может торговать, исследовать, воевать самостоятельно, создавать торговые и военные альянсы с другими игроками и другое. Сюжет игры вращается вокруг конфликта базы Звёздных Врат и противоборствующей ей силы Системных Лордов.

## Описание
RPG Vault  (недоступная ссылка) опубликовал первую статью из цикла материалов о Stargate Worlds, сообщив в ней следующие новые факты об игре:
1. В игре планируется 4 направления крафта: биология, инженерия, физика и электроника. При этом, содержание древа технологий будет зависеть и от расы крафтера.
2. Ситуация в игровых мирах будет зависеть от действий игроков, поэтому инстансов в SGW будет немного — только для «эпических миссий».
3. В роли игровой валюты будет выступать наквада.
4. По умолчанию, при получении нового квеста, игроку будет выдаваться лишь минимально необходимая для его выполнения информация. Для любителей погружаться в игровой мир, будет предусмотрена опция по запросу дополнительных данных о задании.
5. После своей смерти игрок может дождаться возрождения от союзников или восстановиться в ближайшей пункте помощи (англ. aid station; в этом случае у персонажа будет возможность заказать транспорт для доставки к своим останкам). В роли негативных эффектов от смерти выступают: уменьшение значений атрибутов, понижение темпа регенерации и увеличение таймеров (cooldown) способностей.

## Видео
- Демонстрационный видеоролик на YouTube